# Ребекка Яррос
Ребекка Яррос — американська письменниця. Вона найбільш відома завдяки серії фантастичних книг Емпіреї, яка буде адаптована до телесеріалу компанією Amazon. Вона виконуватиме функції виконавчого продюсера, який не писатиме сценарії. Яррос закінчила університет Трої, де вивчала європейську історію та англійську мову.

## СеріяЕмпіреї
Перша книга із серії Емпіреї, Четверте крило, була опублікована у квітні 2023 року видавництвом Red Tower Books. У травні вона посіла четверте місце в списку бестселерів Libro.fm. До кінця червня вона була бестселером номер один на Amazon. Станом на вересень 2023 року книга 18 тижнів перебувала в списку бестселерів The New York Times, у тому числі на першій позиції. Він також посів друге місце в списку бестселерів Libro.fm у серпні і третє місце у вересні. У жовтні та листопаді 2023 року «Четверте крило» входило до списку десяти книжок за найбільшою кількістю продажів за версією USA Today. 
Продовження Залізне полум'я вийшло в листопаді 2023 року. У липні 2023 року Waterstones вказав, що це стало «найшвидшим продажем передзамовлень за день на вебсайті, а спеціальне видання розійшлося лише за сім годин». Яррос зазначила, що зрештою серія складатиметься із п’яти книг.
У жовтні 2023 року було оголошено, що Outlier Society Майкла Б. Джордана та Amazon MGM Studios придбали права на адаптацію серіалу роману до телесеріалу. Яррос і Ліз Пеллетьє з Entangled Publishing виступатимуть виконавчими продюсерами, які не є авторами сценарію.

## Нагороди
У 2014 році Full Measures був номінований на премію Goodreads Choice Award в категорії «Дебютний автор Goodreads».
У 2019 році Kirkus Reviews включили «Останнього листа» до списку найкращих книг року.
«Четверте крило» — бестселер Amazon, Libro.fm, New York Times і USA Today. Він також увійшов до десятки книг найпопулярніших серед книжкових клубів у вересні 2023 року. Booklist включив його до свого списку «10 найкращих НФ/Фентезі та жахи: 2023».

## Особисте життя
Яррос почала писати, коли її чоловік був направлений в Афганістан. Станом на жовтень 2023 року у них з чоловіком шестеро дітей.
Яррос має синдром Елерса-Данлоса, як і її сини. Яррос та її чоловік усиновили та виховують доньку, яка не говорить і має аутичний спектр. Завдяки некомерційній організації OneOctober, яку вона заснувала разом зі своїм чоловіком у 2019 році, Яррос прагне покращити життя дітей у прийомній сім’ї.

## Публікації

### Окремі романи
- 1984: Against All Odds. WaWa Productions. 2016. (Part of the Love in the 80s series with Casey L Bond, Lindy Zart, Cambria Hebert, Amber Lynn Natusch, Misty Provencher, R. K. Ryals, Cameo Renae, Rachel Higginson, and Kelly Martin)
- The Last Letter. Entangled. 2019. ISBN 9781640635333.[14][20]
- Great and Precious Things. Entangled. 2020. ISBN 9781640638167.[21][22]
- Muses & Melodies. Yarros Ink. 2020. (Part of the Hush Note trilogy with Sarina Bowen and Devney Perry)
- The Things We Leave Unfinished. 2021.[23][24]
- A Little Too Close. Yarros Ink. 2022. ISBN 9780997383164. (Part of the Madigan Mountain trilogy with Sarina Bowen and Devney Perry)
- In the Likely Event. Montlake. 2023. ISBN 9781662511561.[25]

### Серія«Емпіреї»
1. Четверте крило (2023)
2. Залізне полум'я (2023)
3. Шторм оніксу (2025)

### Серія«Flight & Glory»
1. Full Measures. Entangled. 2014.
2. Eyes Turned Skyward. Entangled. 2014. ISBN 9781633751491.
3. Beyond What is Given. Entangled. 2015.
4. Hallowed Ground. Entangled. 2016.
5. The Reality of Everything. Independent. 2020.

### Дилогія «Luv»
1. Girl in Luv. Jay Crownover. 2019. ISBN 9781701202559.
2. Boy in Luv. Jay Crownover. 2019. ISBN 9781701413047.

### Серія«Legacy»
1. Point of Origin. 2016. ISBN 9780997383102.
2. Ignite. Yarros Ink. 2016.
3. Reason to Believe. Everafter Romance. 2022. ISBN 9781635765052.

### Трилогія«Відступники»
1. Wilder. Entangled. 2016. ISBN 9781682812686.[26]
2. Nova. Entangled. 2017. ISBN 9781633757813.
3. Rebel. Entangled. 2017. ISBN 9781640631427.